# Otome Game
Ein Otome Game (jap. 乙女ゲーム, otome gēmu, wörtlich „Mädchenspiel“ oder auf Deutsch auch manchmal Otome-Spiel) ist ein Computerspiel, welches auf junge Frauen und Mädchen als Zielgruppe ausgerichtet ist und dessen Ziel ist, im Spiel eine romantische Beziehung zwischen der weiblichen Protagonistin und einer oder mehreren männlichen Figuren aufzubauen. Es ist ein Teilgenre der aus Japan stammenden Ren’ai-Spiele (Romantikspiele) und ist meistens als Ren’ai-Adventure (außerhalb Japans oft als Visual Novel bezeichnet) umgesetzt oder aber als Ren’ai-Simulation (Dating Sim). Abzugrenzen, teilweise aber auch dazugerechnet, sind Boys Love Games ebenfalls für eine weibliche Zielgruppe, jedoch mit männlichem Protagonisten, der um ebenfalls männliche Figuren romantisch wirbt.
Als Begründer des Genres gilt das 1994 veröffentlichte Spiel Angelique von Koei, das als Gegenentwurf zu den vorherrschenden Bishōjo Games/Gal Games der männlichen Zielgruppe entwickelt wurde. Weitere bedeutende Reihen sind Harukanaru Toki no Naka de, Kin’iro no Corda und Tokimeki Memorial: Girl’s Side. Bekannte Otome Games, die offiziell auf Deutsch erschienen sind, sind unter anderem Café 0 ~The Drowned Mermaid~ von ROSEVERTE und RE: Alistair des US-Entwicklers sakevisual. Außerdem werden immer mehr Adaptionen für Handys (iOS/Android) auf Deutsch umgesetzt.

## Belege
1. 1 2  乙女ゲーム金賞に「遙かなる時空の中で」　声優１位は石田彰さん. In: MSN産経ニュース. 1. Januar 2008, archiviert vom Original am 29. Januar 2009; abgerufen am 10. August 2014 (japanisch).